# Dogue brasileiro
Dogue brasileiro é uma raça de cães do tipo dogue criada no Brasil para a função de cão de guarda urbano familiar. Surgiu no fim da década de 1970 a partir do cruzamento entre bull terrier e boxer. Inicialmente nomeada como bull boxer (bull terrier + boxer), o seu criador, Pedro Ribeiro Dantas, deu novo nome à raça para explicitar que se trata de um descendente de molosso(subtipo dogue) e a sua nacionalidade é brasileira.
A raça é reconhecida pela CBKC.

## Etimologia
"Dogue" em português e francês é uma termo que tem seu equivalente grafado em inglês e alemão como "dogge", uma palavra que pode derivar do próprio inglês antigo "docga" que significa "cão poderoso, musculoso"; ou do Proto-germânico "dukkǭ" que significa "poder; força". A denominação "dogue" foi e é comumente utilizada para um tipo de cão de constituição física molossóide, porém atlética, com destreza para apresar grandes animais.

## História

### Origem

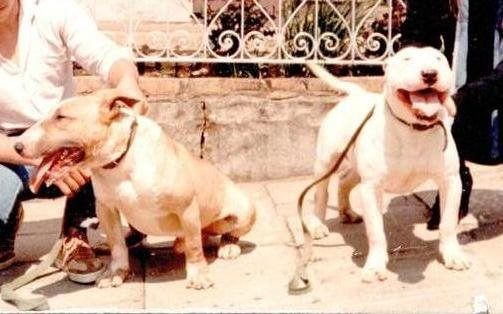
Dois dos bull terriers utilizados no início.

Pedro Ribeiro Dantas, em 1978, era criador de bull terriers em Caxias do Sul, Rio Grande do Sul. Após insistência de um vizinho, que tinha uma cadela boxer, aceitou cruzar um de seus bull terriers com a boxer.
Nascida a ninhada, Pedro gostou de uma filhote e resolveu criá-la, batizando-a com o nome de Tigresa por conta da sua marcação de pelos rajada. A medida que Tigresa crescia, demonstrava excepcionais qualidades. Era muito obediente, muito carinhosa, aprendia fácil e tinha excelente compleição física e vigor. Ao contrário dos bull terriers, que com o passar dos anos sua seleção privilegiou o desenvolvimento de hipertipias (características físicas exageradas) em detrimento da funcionalidade (parecido com o que aconteceu com o buldogue inglês), Tigresa era uma cadela muito funcional, ágil, forte e excelente na guarda. Seu vigor físico era superior aos dos bull terriers e boxers, não se cansava fácil, cheia de disposição e sem problemas de saúde ou estruturais músculo-esqueléticos. Também se notou que Tigresa era uma cadela muito mais tolerante em relação aos bull terriers. Quando estes a provocavam, ela costumava esquivar-se das agressões e se impor a eles sem usar da agressividade, usando apenas o seu potencial físico superior e seu equilíbrio.[carece de fontes?]
Percebendo que a cruza resultou num cão funcional, equilibrado, excelente na guarda e com excelente vigor físico, Pedro procurou informações junto a outras pessoas que pegaram filhotes da ninhada para criar. Seus donos relataram que os cães eram excelentes na guarda, extremamente dóceis com a família assim como tinham também excelente vigor físico.
Procurou-se então fazer mais uma cruza de bull terrier e boxer (entre cães diferentes da primeira cruza) para ver se as características da ninhada se mantinham.
Ao comprovar que as características se mantinham, cruzaram-se os cães de diferentes linhas de sangue para ter a certeza se nasciam cães com as mesmas características ou com as hipertipias dos seus ancestrais.
Foi comprovado mais uma vez que as características se mantinham, então foi decidido iniciar o desenvolvimento de uma nova raça canina.

### Desenvolvimento
Após a primeira geração de cruzamentos entre bull boxers, Pedro Dantas foi cruzando ao longo da década de 80 os cães e seus descendentes. Sem intenção de fazer números, fazia ele cruzas esporádicas e planejadas doando os filhotes a conhecidos para criar.
Com o nascimento das ninhadas, de maneira cuidadosa, anotavam-se as informações da árvore genealógica de cada cão.
Também se percebiam as características dos cães, tais como comportamento em relação à família e outros animais, seus instintos de guarda, doenças e porte físico.
Constatou-se que, de maneira praticamente uniforme, os bull boxers tinham as seguintes características
1. Extremamente eficientes na guarda, provavelmente pegando as boas características de guarda do boxer e do bull terrier num cão só.
2. Extremamente apegados à família e equilibrados, pegando do boxer e do bull terrier a dedicação e amor que têm pelo dono e pela família.
3. Porte físico equilibrado e potente, herdando as características físicas do boxer melhoradas assim como as do bull terrier melhoradas, herdando, também, a maior tolerância a dor do bull terrier.
4. Cão com longevidade por volta de 13 anos.

A esta altura, o criador da raça não estava totalmente convencido de que o bull boxer era um cão com características físicas e de temperamento únicas para formar uma outra raça. Sendo assim, adquiriu alguns exemplares de raças similares para comparar. Adquiriu o American Staffordshire Terrier.
Percebeu-se que fisicamente eram suficientemente diferentes e a questão do caráter e do instinto também eram suficientemente diferentes.
Decidiu-se, então, por cruzar alguns exemplares de bull boxer com o american staffordshire terrier para ver se as características se mantinham (físicas e psicológicas). Para surpresa de Pedro Dantas, ao menos na primeira geração, as características do bull boxer se mantinham nos filhotes e exemplares adultos.
Com o teste, não foi inserido mais sangue de American Staffordshire Terrier e se convenceu criar a raça, fechando o sangue nos exemplares de bull boxers já existentes.

### Bull Boxer Club
Bull Boxer Club é a entidade responsável pela manutenção da raça e definição do padrão. Seu presidente é Pedro Ribeiro Dantas, criador da raça..
Ela foi criada em 1986 quando começou a crescer o interesse pela raça em Caxias do Sul, emitindo um Pedigree do clube a partir de então para os cães nascidos e registrados. Como já se tinha o registro genealógico dos cães usados anteriormente para fins de experiência, foi relativamente fácil organizá-los na entidade criada.
Nos dias atuais a entidade conta com um banco de dados com registro superior a 2000 exemplares. O número atual não reflete o número de cães vivos, visto que os mais antigos certamente já morreram.
O Bull Boxer Club possui um banco de dados com informações de todos os cães desta raça. A expedição do pedigree é feita mediante pedido e após a verificação da ninhada, feita pessoalmente por um avaliador. Não existe ônus algum para o proprietário ou criador que deseja certificar suas ninhadas. Se ao adquirir um cão os pais nem os filhotes têm pedigree, significa que não é um dogue brasileiro.
Hoje o dogue brasileiro não é simplesmente uma cruza de bull terrier e boxer, é um trabalho de mais de 30 anos de seleção planejada que amenizou os defeitos herdados da raça, aprimorou suas qualidades, tornou mais homogênea as características físicas e o temperamento dos cães e o trabalho continua a ser feito. Houve uma alteração no padrão em 2007 e hoje o trabalho continua em produzir proles o mais homogêneas possíveis com características muito bem fixadas.
Atualmente, além do citado anteriormente, o dogue brasileiro para adquirir o título de campeão nas pistas da CBKC precisa antes ser submetido à prova de apreciação de caráter. Prova essa aplicada e homologada pelo Bull Boxer Club, constituindo uma exigência no padrão da raça. Assim se direciona a criação e reprodução na preocupação em aprimorar não só o físico da raça, mas também o temperamento do cão para produzir cães de excelente qualidade para guarda e companhia.

### Estado Atual
Durante a década de 90, a raça cresceu de maneira consistente na região Sul do Brasil, mas obteve grande exposição ao sair na revista canina Cães & Cia em 1999 onde ficou conhecida nacionalmente no meio cinófilo. Diversos interessados no Brasil entraram em contato com o criador da raça para saber mais da nova raça e muitos acabaram adquirindo exemplares.
Posteriormente, apareceu outras vezes na mesma revista e em outras publicações se tornando mais conhecida.
Atualmente, existem plantéis em boa parte dos estados brasileiros e a raça tem crescido de maneira consistente e sem pressa.
Pedro Ribeiro Dantas já declarou que: "Prefiro ver a raça crescer devagar com um trabalho bem planejado e consistente sendo criada por pessoas responsáveis. Não quero que aconteça com o dogue brasileiro o que aconteceu com o pit bull, dobermann, rottweiler e várias outras raças que cresceram de maneira explosiva e acabaram em mãos erradas causando muitos acidentes, tanto por culpa de criadores inescrupulosos que somente queriam saber de ganhar dinheiro por venda em massa de filhotes assim como por donos irresponsáveis e sem capacidade pra educar um cão de maneira correta."
A raça obteve reconhecimento pela CBKC em 1999, tem um padrão definido e está no grupo de raças não reconhecidas pela FCI.
Mas o presidente do Bull Boxer Club deixa claro sua opinião sobre este tema: "Não tenho mais interesse no reconhecimento do dogue brasileiro por parte da FCI, visto que a FCI nos últimos tempos vem tomando caminhos que não condizem com a filosofia de criação do dogue brasileiro."

### Filosofia de criação da raça

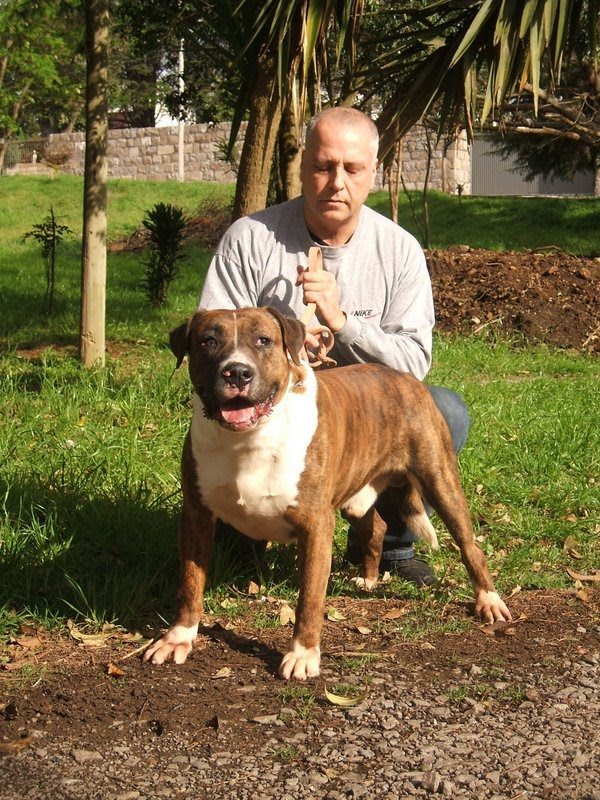
Pállus de Tasgard e Pedro Ribeiro Dantas, em 2008.

Nas palavras de Pedro Ribeiro Dantas:
"A base filosófica da criação do dogue brasileiro é a busca de um cão que morfologicamente seja desprovido de hipertipia, embora com tipo bem definido. No aspecto temperamental, busca-se um animal que resgate para os nossos tempos o verdadeiro cão de guarda perdido pela decorativização cinológica. O dogue almeja aprimorar-se cada vez mais em sua eficiência e efetividade como cão exclusivo de guarda, enquanto muitos outros cães perdem, dia a dia, tal paradigma.
Um cão saudável, morfologicamente perfeito para as características que busca de um guardião possante e relativamente compacto, ágil e forte, dono de uma mordida poderosa e praticamente insensível ao castigo. Equilibrado, sem nunca perder seu foco de ataque, obstinado, com uma coragem que não deve conhecer limites e, por outro lado, meigo, dócil e amigo.
A seleção também visa o bom convívio com outros cães e animais. O dogue foi forjado na coragem e resistência dos cães de luta. Mas, de forma alguma deve ser um cão de luta. Os animais com agressividade contra outros cães têm sido evitados pelos criadores, e a seleção moldada com preferência no cão beta, firme, mas submisso a um líder, e não nos alfas, como é feito em quase todas as raças. A disposição do cão de combate, no entanto, foi desviada para a guarda, e a agilidade e resistência do cão de combate agregada à força dos grandes guardiões.
Se o lado do bull & terrier trouxe energia e obstinação, o lado do boxer veio a trazer equilíbrio, moderação e obediência. E é nesse conflito entre obstinação e controle, entre força e agilidade, entre coragem e meiguice, que se busca o cão perfeito." 

## Comportamento

### Temperamento

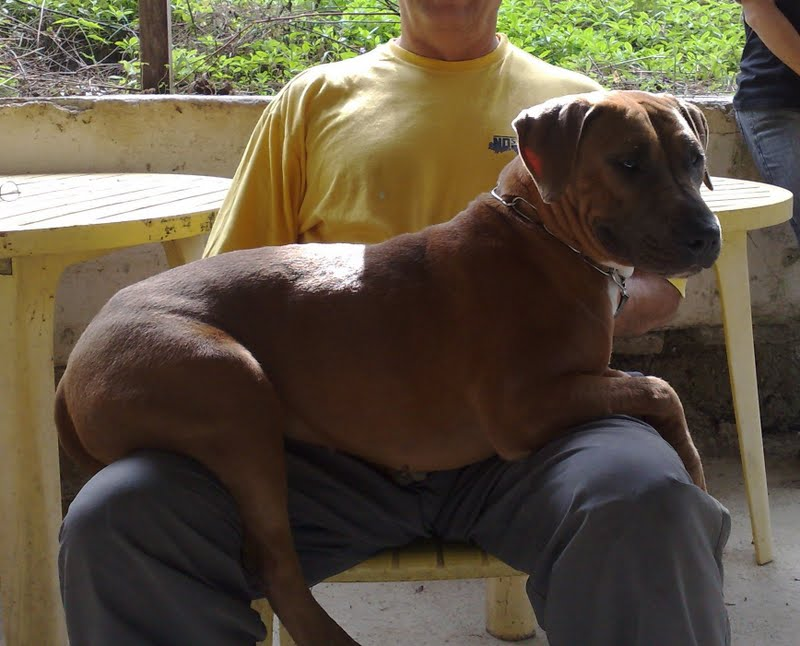
Uma fêmea de dogue brasileiro no colo.

O temperamento do dogue brasileiro é de um cão equilibrado e vivo. É um cão que não costuma ser desconfiado ao extremo como na maior parte das raças de guarda, só vindo a agir quando realmente necessário. É um cão corajoso, tenaz e com grande resistência a dor. É um cão cheio de alegria e energias para gastar, portanto necessita de um certo espaço físico para sua saúde física e mental.

### Inteligência
A inteligência da raça é notável, não costuma oferecer resistência para aprender e aprende rápido. Muito obediente, faz tudo que pode para agradar ao dono.

### Agressividade
O dogue brasileiro deve agir com agressividade somente quando necessário. A seleção por parte dos criadores, orientados pelo Bull Boxer Club, tem sido direcionada à guarda da casa, à proteção da pessoa e à propriedade em geral. Isto não quer dizer que o dogue brasileiro não tenha que se defender ou defender seu dono e sua família por agressão de outros animais quando necessário, inclusive cães. É um cão de porte físico potente e temperamento equilibrado, portanto não deve dar demonstrações de agressividade sem motivo.

### Convivência familiar

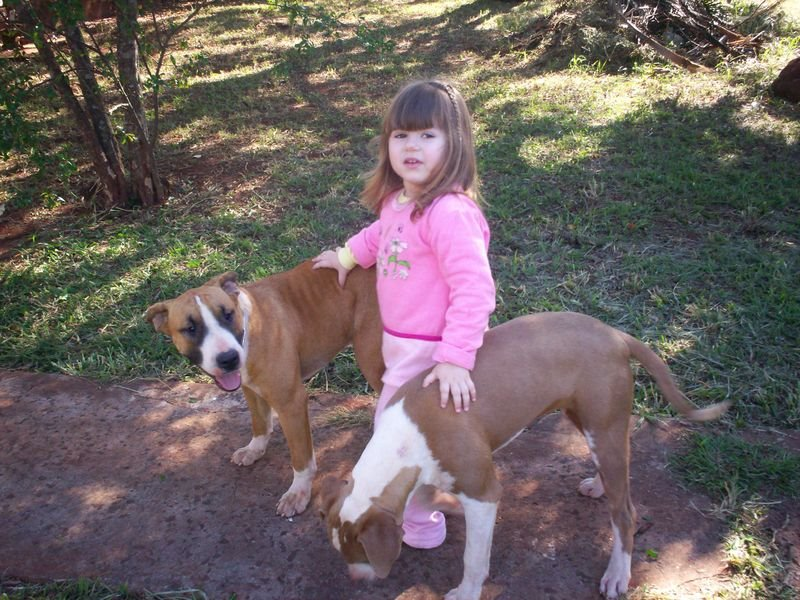
Criança entre dois dogues brasileiro.

A raça é reconhecida por ser um cão com grande doçura e ternura com os membros da família. Uma das características mais marcantes da raça são seus olhos, expressivos e meigos. Ele é dependente de carinho e atenção, podendo ficar triste se não tiver. Não apresenta muita dominância para com os membros humanos da família. Ele tem o seu "dono", mas ainda assim tolera e obedece os outros membros da família. É um cão que tem grande paciência com crianças da família e as protege como protegeria o próprio dono.

### Convivência com terceiros
O cão aceita estranhos que estejam acompanhados por membros da família - até que seja demonstrado que este estranho à convivência não é desejável, ou que este demonstre agressão para com membros da família.
Já com conhecidos da família que estejam acompanhados costuma ser menos desconfiado e, dependendo do caso, amistoso.

### Convivência com outros cães

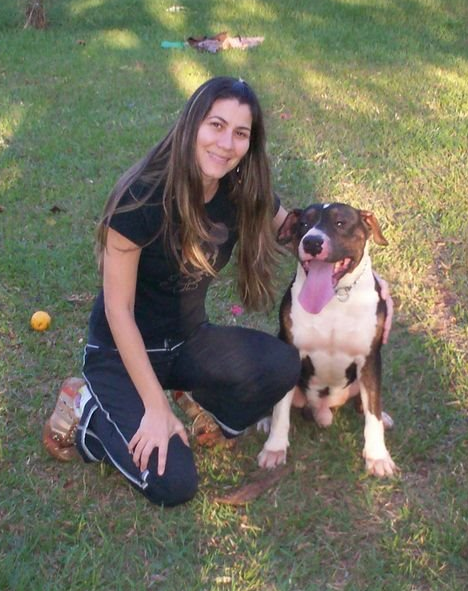
Um dogue brasileiro e a sua dona.

A raça, por ser descendente de bull terrier, possui um pouco de intolerância à convivência com outros cães do mesmo sexo, mas é mais tolerante que o mesmo.
O dogue brasileiro, assim como a maioria das raças de guarda, tem tendência a querer ser cão do tipo "alfa" do grupo. Os criadores são orientados pelo Bull Boxer Club a fazer cruzamentos com objetivo de atenuar este comportamento propiciando melhor convivência com outros cães de mesmo sexo ou de sexo diferente. O foco no temperamento do dogue é aceitar a "condição" de cão "beta" de um grupo. O recomendável se for ter 2 ou mais cães é que os cães de mesmo sexo do dogue brasileiro aceitem a condição de dominante que ele costuma ser impor no grupo.

### Convivência com outros animais domésticos
Possui boa convivência com outros animais domésticos, mas deve ser educado desde filhote a aceitá-los a fim de evitar acidentes. Se é um cão já crescido, deverá ser acostumado pelo dono ao novo "amigo".

### Convivência com outros animais
Há relatos de alguns poucos dogues brasileiro que vivem em fazendas, já que seu desenvolvimento foi feito com vistas à vida urbana e à guarda. Seus proprietários relatam que o mesmo tem boa convivência com os animais do local. Há, inclusive, casos de dogue brasileiro que já foi utilizado como cão de pastoreio e até à caça de javali.

## Aparência

### Aspecto Geral
Segundo o padrão pela CBKC, sobre o aspecto geral: "cão de aspecto sólido, maciço e não esgalgado, sem parecer, no entanto, atarracado ou desproporcionalmente pesado. Deve dar impressão de agilidade e força, com músculos muito fortes, longos e marcados, dando a impressão de grande potência e impulsão. Ossos fortes."
Deve pesar entre 29 e 43 kg para os machos (preferencialmente 39 kg) e de 23 a 39 kg (preferencialmente 33 kg) para as fêmeas.
Sua altura na cernelha está compreendida entre 54 a 60 cm (preferencialmente 58 cm) para os machos e de 50 a 58 cm (preferencialmente 56 cm) para as fêmeas.
A trufa (área do nariz) deve ser preta e bem pigmentada. Quanto à pelagem, são aceitas todas as cores.

### Orelhas

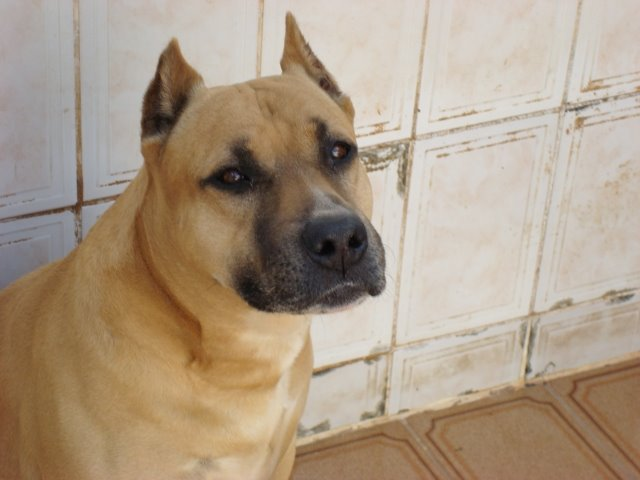
Um dogue brasileiro de orelhas cortadas. Este procedimento atualmente não está sendo mais realizado em cães da raça.

De acordo com o padrão: "de inserção ligeiramente acima da linha dos olhos. Operadas, opcionalmente, semicurtas, em triângulos isósceles. Caso íntegras, deverão ser semicaídas com caimento frontolateral."
O Conselho Federal de Medicina Veterinária, por meio da portaria 877 de 15 de fevereiro de 2008, estabeleceu as seguintes regras para os veterinários no Brasil:
CAPÍTULO IV - CIRURGIAS ESTÉTICAS MUTILANTES EM PEQUENOS ANIMAIS
Art. 7.º - Ficam proibidas as cirurgias consideradas desnecessárias ou que possam impedir a capacidade de expressão do comportamento natural da espécie, sendo permitidas apenas as cirurgias que atendam as indicações clínicas.
§ 1.º - São considerados procedimentos proibidos na prática médico-veterinária: conchectomia e cordectomia em cães e, onicectomia em felinos.
§ 2o A caudectomia é considerada um procedimento cirúrgico não recomendável na prática médico-veterinária.
A conchectomia são cirurgias estéticas nas orelhas dos cães e agora são proibidas no Brasil. Na verdade, há vários anos boa parte dos criadores de dogue brasileiro já não faziam tal cirurgia em seus cães e a resolução veio com intuito de proibir a prática meramente estética.

### Cauda
De acordo com o padrão: "grossa. De inserção média, devendo ser portada acima da linha do dorso, quando o cão se movimenta; com postura muito levemente côncava, nessa mesma condição, se vista de frente. Opcionalmente operada, permanecendo o comprimento, neste caso, em, aproximadamente, vinte por cento a mais do que o da cabeça do cão. Se íntegra, oitenta por cento mais longa."
O Conselho Federal de Medicina Veterinária, na mesma portaria 877, estabeleceu as seguintes regras para os veterinários no Brasil:
CAPÍTULO IV - CIRURGIAS ESTÉTICAS MUTILANTES EM PEQUENOS ANIMAIS
Art. 7.º - Ficam proibidas as cirurgias consideradas desnecessárias ou que possam impedir a capacidade de expressão do comportamento natural da espécie, sendo permitidas apenas as cirurgias que atendam as indicações clínicas.
§ 1.º - São considerados procedimentos proibidos na prática médico-veterinária: conchectomia e cordectomia em cães e, onicectomia em felinos.
§ 2o A caudectomia é considerada um procedimento cirúrgico não recomendável na prática médico-veterinária.
A caudectomia são cirurgias estéticas na cauda do animal. No caso desta cirurgia em específico, o Conselho Federal de Medicina Veterinária não proibiu a prática, mas desaconselha que seja feita.
Mas assim como as cirurgias estéticas nas orelhas, os criadores de dogue brasileiro poucos têm feito a cirurgia estética na cauda hoje em dia. É uma cirurgia em desuso.

### Pêlo
De acordo com o padrão: "curta (até 2,5cm na cernelha) ou média; densa; luzidia e áspera. É aceita, sem restrições, a variedade de pêlo médio, não devendo, no entanto o comprimento do pêlo, na altura da cernelha, ultrapassar 4,7cm.".
Após várias gerações de Dogue Brasileiro, percebeu-se que nasciam exemplares de pêlo mais comprido em 3% dos casos. Após verificação genealógica, a conclusão que se chegou é que provavelmente algum boxer usado no cruzamento não fosse puro.
Como não se considerou razoável desclassificar um cão com estrutura física e temperamento em conformidade com o padrão por conta de um pêlo maior, foi aceito no padrão aqueles que possuem pêlo de até 4,7 cm na cernelha.

### Mordedura
A mordedura do dogue brasileiro é em tesoura ou em torquês.

### Patas
O padrão do dogue brasileiro diz que ele deve ter "pés de gato". Isto quer dizer que os dedos devem ficar próximos um do outro. Mas se percebeu que este tipo de estrutura nos pés é exceção, são poucos os cães que tem pés assim.
Os pés mais comuns são aqueles cujos dedos dos pés estão um pouco afastados dos outros, o chamado "pés de lebre".
Está prevista uma revisão no padrão da raça para retirar o "pés de gato" já que são poucos os exemplares que realmente possuem pés desta maneira.

## Saúde
Não foram relatadas doenças específicas da raça ou doenças genéticas em larga escala. É relativamente longeva, sendo que houve vários indivíduos que ultrapassaram os 13 anos de idade. São indicadas as medidas profiláticas como contra parasitas externos e internos e doenças infecto-contagiosas como parvovirose e cinomose.
O Bull Boxer Club pretende, futuramente, fazer um banco de dados relativos aos óbitos de dogue brasileiro objetivando coleta de dados da causa morte por doenças, a fim de ter um controle mais apurado dos problemas de saúde que acometem a raça levando à morte e dar diretrizes aos criadores para se reduzir a incidência delas.

## Títulos e testes

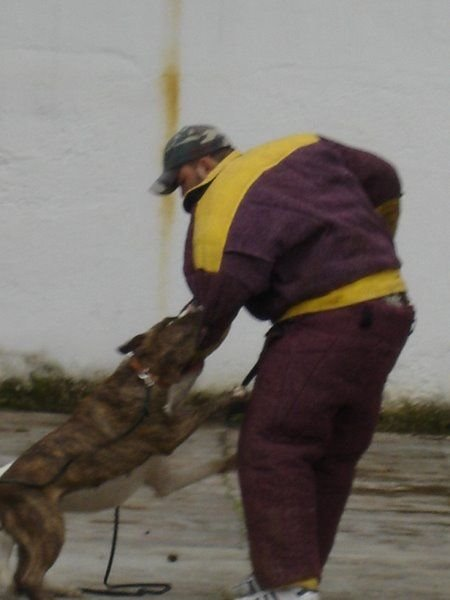
Dois dogues em ataque conjunto a um figurante. Este tipo de prova é aplicada pelo Bull Boxer Club.

A fim de manter a raça sempre apta ao trabalho na medida do possível, foi priorizada a seleção de cães aptos à sua função. Isto significa que o dogue brasileiro, para a participação em campeonatos de conformação, deve ser atestado na prova de apreciação de caráter.
São estes os títulos que um dogue brasileiro pode vir a obter:
1 - Provas da CBKC
- 1.1. Campeão: a do padrão CBKC (coincidente com *A* ou *AA*).
- 1.2. Grande Campeão: a do padrão CBKC, ou as mesmas para título *T*, *TT*, *G*, *GG*.
- 1.3. As provas devem ser confirmadas pela estrutura conforme regras da CBKC.

2 - Provas do BBC:
- 2.1. *A* - Campeão em ataque. O cão deve resistir ao toque com severidade máxima com bastão após pegar luva ou bite suit. No caso de luva, o cão deverá soltá-la após o figurante largá-la em 3 segundos e atacar o figurante, que poderá continuar a provocação.
- 2.2. *AA* - A mesma que *A*. Só que deve ser obtida antes do cão completar 10 meses.
- 2.3. *O* - Coincide com a parte de obediência da prova de Grande Campeão CBKC.
- 2.4. *OO* - A mesma que *O*, só que deve ser obtida até os 10 meses incompletos.
- 2.5. *T* - Obter graduação em qualquer tipo de prova a ser escolhida pelo proprietário do cão entre Schutzhund, KNPV, Ring Belga, Ring Francês, Agility, conforme pontuação a ser decidida posteriormente.
- 2.6. *TT* - A mesma que *T*, mas obtida até 24 meses.
- 2.7. *G* - Obter pontuação a ser estipulada no Ring Brasil. Já haver obtido *A* ou *AA*.
- 2.8. *GG* - Obter pontuação a ser estipulada no Ring Brasil até 24 meses não inferior a do item inferior. Já haver obtido *A* ou *AA*.
- 2.9. *X* - Ataque conjunto a bite com outro cão do sexo oposto por 90 segundos sem que ambos entrem em luta. Já haver obtido *A* ou *AA*.
- 2.10. *XX* - O mesmo que *X*, mas obtido após os 24 meses. O outro cão da parelha não pode ter menos de 18 meses. Já haver obtido *A* ou *AA*.
- 2.11. *M* - Ataque conjunto a bite com outro cão do mesmo sexo por 90 segundos. Já haver obtido *A* ou *AA*.
- 2.12. *MM* - Ataque conjunto a bite com cão do mesmo sexo por 90 segundos, após 24 meses. O outro cão da parelha não pode ter menos de 18 meses. Já haver obtido *A* ou *AA*.
- 2.13. *E* - O cão para obter título de campeão de estética precisa ser homologado de acordo com pontuação a ser definida de acordo com o padrão por banca a ser formada.
- 2.14. *EE* - O cão para obter título de campeão de estética precisa ser homologado de acordo com pontuação a ser definida, de acordo com o padrão.
- 2.15. *V* - Para o cão que repetir a prova de campeão, *A* ou *AA*, apos 10 anos, apenas com um pouco menos de pressão no bastão, para respeitar a idade.

APRECIAÇÃO DE CARÁTER PARA APTIDÃO AO TÍTULO DE CAMPEÃO EM OBEDIÊNCIA – BBC (*O* ou *OO*)

1. O condutor caminhará com o cão a seu lado, com uma guia, de no máximo 2,5 metros, e o cão deverá caminhar normalmente a seu lado sem exercer qualquer tensão na guia, por 40 segundos.
2. O condutor, num ato contínuo, caminhará com mais velocidade, obrigando o animal a trotar e mudará várias vezes de trajeto, por mais quarenta segundos, sem que o cão deixe de acompanhá-lo ou tencione a guia.
3. O condutor, verbalmente ou por mímica - em só um comando, comandará para que o cão permaneça imóvel, sentado e/ou deitado, e se afastara até, no mínimo, 10 metros, mantando-se nessa posição por um minuto, sem que o animal se desloque. Durante esse tempo, pessoas estranhas deverão, a distancia chamar o cão, que deverá manter a posição. Após decorrido o tempo de um minuto, sob autorização, o condutor chamará o cão que deverá ir a seu encontro.
RING-BRASIL – HABILITA O CÃO AOS TÍTULOS DE GRANDE CAMPEÃO DA CBKC E GRANDE CAMPEÃO DO BBC (*G* ou *GG*)
- OBEDIÊNCIA:

1. O condutor entra com o canino no centro do ring e o manda sentar, permanecer a seu lado por 10 (dez) segundos, aguardando o comando do árbitro para o próximo exercício. Vale 5 (cinco) pontos. Se o cão não obedecer de imediato ao primeiro comando, perde-se 1 (um) ponto por comando não obedecido;
2. A seguir, o condutor caminha com o cão a seu lado – tanto esquerdo, quanto direito – dá uma volta no contorno do ring, voltando novamente ao centro do ring, onde o colocará novamente sentado. Vale 5 (cinco) pontos. Se o cão se afastar do condutor e este se obrigar a chamá-lo, perder-se-á 1 (um) ponto por chamada;
3. O condutor se afasta no mínimo 10 (dez) metros do canino, que deverá permanecer imóvel, e comanda à distância o comando de deita. Vale 5 (cinco) pontos. Perde-se 1 (um) ponto por cada chamada não atendida;
4. Em seguida, um estranho, a ser designado pelo árbitro, atira dois objetos (podem ser duas bolas de tênis) em momentos diversos em direções que não sejam a que está o animal, e este não deverá sair do lugar. Vale 15 (quinze pontos). Se o cão não sair do local no primeiro objeto, mas sair no segundo perderá 14 (quatorze) pontos. Caso saia já no primeiro, perderá todos pontos.
- PROTEÇÃO:

1. PSEUDO-ATAQUE: o cão contido com guia de 2 (dois) a 3 (três) metros, preso por peitoral ou coleira larga, é instigado contra uma pessoa a escolha do árbitro, de preferência que nunca tenha tido qualquer tipo de contato com o animal, nem lhe faça nenhuma provocação, nem esteja trajando qualquer tipo de proteção ou segurando qualquer objeto, e este, sob comando do condutor, deverá ir de encontro daquela com nítida intenção de atacá-la, precisando ser contido pela guia. A pessoa deverá ficar a aproximadamente 5 (cinco) metros do cão. Vale 15 (quinze) pontos. Cada comando verbal não obedecido, perder-se-á 5 (cinco) pontos. Ataque realizado antes do comando verbal, perde-se 5 (cinco) pontos;
2. ATAQUE LANÇADO SIMPLES: o cão deverá atacar sob comando o figurante a uma distância de aproximadamente 20 (vinte metros), sem que este lhe faça nenhuma provocação. Vale 20 (vinte) pontos. Mordidas somente no braço: perde-se 5 (cinco) pontos. Mordidas que se limitem por todo o tempo somente com os incisivos do cão: perde-se mais 5 (cinco) pontos. Caso o cão não ataque no primeiro comando, perde-se mais 5 (cinco) pontos. Ataque realizado antes do comando: perde-se 5 (cinco) pontos. Caso o cão sacoleje firmemente na mordida: ganha 5 (cinco) pontos. Troca de pegada não desconta pontos;
3. ATAQUE COM BASTÃO: o cão deverá atacar sob ameaça o figurante munido de bastão de schutzhund a ser usado vigorosamente, a uma distância de 20 (vinte) metros. O figurante dará um toque leve, seguido de um toque médio e três toques fortes. Vale 25 (vinte e cinco) pontos. Mordidas que por todo o tempo não sejam de boca cheia, perde-se 5 (cinco) pontos. Caso o cão abandone o ataque após o primeiro toque, perde-se 24 (vinte e quatro) pontos. Caso o cão abandone o ataque após o segundo   toque, perde-se 22 (vinte e dois) pontos. Caso abandone o ataque entre o terceiro e o quinto toque, perde-se 18 (dezoito) pontos. Mordidas dadas exclusivamente no braço, perde-se 5 (cinco) pontos. Se o cão mostrar insegurança e depois morder, perde-se 5 (cinco) pontos. Caso o saldo seja negativo, será contado como zerado, não diminuindo os demais pontos obtidos. Caso o cão sacoleje o figurante vigorosamente, ganhará mais 5 (cinco) pontos, desde que não tenha pegado sem firmeza, nem tenha abandonado, em qualquer momento, o ataque. Troca de pegada não desconta pontos;
4. ATAQUE COM ACESSÓRIOS: o figurante deverá exercer pressão psicológica sobre o cão, de acordo com sua criatividade, usando o acessório que for sorteado antes da prova (chocalho, mangueira com água, sirene, etc.). Vale 25 (vinte) pontos. Mordidas só no braço, perde-se 5 (cinco) pontos. Mordidas exclusivas com incisivos, perde-se mais 5 (cinco) pontos. Se o cão mostrar insegurança, mas depois morder, perde-se 5 (cinco) pontos. Caso o cão sacolejar firmemente o figurante, ganhará mais 5 (cinco) pontos, desde que a mordida seja firme,e não haja abandono do ataque. Abandono do ataque: perde todos pontos da prova específica. Troca de pegada não desconta pontos. Não se poderá usar de utensílios que lesem fisicamente de qualquer forma o animal.
5. ANTIVENENO: com o cão parado, em qualquer posição, preso a um ponto fixo, uma pessoa que não o figurante, a ser escolhida pelo árbitro, chegará amistosamente e jogará 3 (três) petiscos de sabores diferentes (fígado cozido, queijo, galinha, etc.) a uma distância entre 3 (três) a 5 (cinco) metros. Vale 30 (trinta) pontos. Caso o cão cheire, mas não coma nenhum dos petiscos, perde 5 (cinco) pontos. Caso coma qualquer um, perde a prova específica.
Contagem dos pontos: a contagem dos pontos se sucederá pela soma aritmética de todas provas.
Julgamento; as provas devem ser filmadas em vídeo, e a imagem gravada deve prevalecer no julgamento sobre o parecer momentâneo do árbitro e dos jurados. Caso não possa, por perda do detalhe na imagem ou por defeito no equipamento ou manipulação deste, haver uma avaliação pós-prova, valerá a avaliação dos jurados e do árbitro. Cabe, no caso de dúvida, aos jurados consultarem o árbitro de ring.